# 阿下村
阿下村（あげむら）は、広島県神石郡にあった村。現在の神石郡神石高原町の一部にあたる。

## 地理
- 河川：阿下川[1]
- 山岳：星居山[1]

## 歴史
- 1889年（明治22年）4月1日、町村制の施行により、神石郡阿下村が単独で村制施行し、阿下村が発足[1][2]。小畠村、上村、阿下村、常光村、亀石村の町村組合を結成し役場を小畠村に設置[1]。
- 1942年（昭和17年）4月1日、神石郡小畠村、上村、常光村、亀石村と合併し、小畠村が存続して廃止された[1][2]。

## 産業
- 農業、和牛[1]